# کریستیان فیردینن
کریستیان فیردینن (انگلیسی: Kristian Fjerdingen; ۱۶ سپتامبر ۱۸۸۴ – ۵ فوریهٔ ۱۹۷۵) ژیمناست هنری اهل نروژ بود.